# My Blueberry Nights
My Blueberry Nights is een film uit 2007 onder regie van Wong Kar-wai. De productie is Wongs eerste Engelstalige film en Norah Jones' filmdebuut. My Blueberry Nights was de openingsfilm van de zestigste editie van het Filmfestival van Cannes, waar hij genomineerd werd voor de Gouden Palm.

## Verhaal
Elizabeth belandt tijdens haar zoektocht naar haar vriend in het bescheiden eettentje van Jeremy. Hij vertelt haar dat die vriend een paar dagen daarvoor kwam eten met een andere vrouw, waarop Elizabeth hem belt en boos hun contact beëindigt. Ze laat zijn sleutels achter bij Jeremy, die ze in een pot stopt samen met verscheidene andere sleutels die voor hetzelfde doeleinde zijn achtergelaten. Voordat Elizabeth vertrekt, eet ze een stuk bosbessentaart bij hem, de enige taart die nog onaangegeroerd in de vitrine staat. Niet omdat er iets mis mee is, maar omdat de klanten andere smaken verkozen, vertelt Jeremy. Vanaf dat moment komt Elizabeth elke avond na sluitingstijd terug om te kijken of de sleutels al opgehaald zijn, een stuk bosbessentaart te eten en met Jeremy te praten, onder meer over de verhalen die aan de andere sleutels kleven.
Op zeker moment besluit Elizabeth haar leven om te gooien en in een totaal andere streek zelf in een eettentje te gaan werken, als serveerster. Daar ontmoet ze mensen van allerlei pluimage en beleeft ze vanaf dat moment zelf het ene anekdotische verhaal na het andere. Jeremy daarentegen mist haar, maar weet niet waar ze naartoe is en belt stad en land af op zoek naar haar.
Jeremy krijgt Elizabeth telefonisch niet te pakken, maar heeft wel beet wanneer hij talloze kaartjes aan haar naar verschillende adressen stuurt. Zo houden ze contact wanneer zij verder trekt en pokerspeelster Leslie ontmoet. Deze heeft net flink verloren en is op zoek naar geld om mee te spelen. Elizabeth heeft inmiddels 2200 dollar gespaard voor haar doel: een auto kopen. Leslie verleidt haar tot een andere bestemming voor het geld. Als Elizabeth het aan haar geeft dan krijgt ze later haar geld terug plus 30 procent van de winst die ze ermee maakt. Verliest Leslie het geld, dan krijgt Elizabeth haar Jaguar. Elizabeth gaat akkoord.

## Rolverdeling
- Norah Jones: Elizabeth
- Jude Law: Jeremy
- David Strathairn: Arnie
- Natalie Portman: Leslie
- Hector A. Leguillow: Cafe Cook
- Rachel Weisz:  Sue Lynne
- Chan Marshall: Katya